# رنه اوبری
رنه اوبری (فرانسوی: René Aubry‎؛ زادهٔ ۲۰ دسامبر ۱۹۵۶) موسیقی‌دان و آهنگساز اهل فرانسه است. او نوازندهٔ چندین ساز است و به درآمیختن هارمونی‌های کلاسیک با سازبندی‌های مدرن شهرت دارد.
اوبری برای طراحان رقصی چون کارولین کارلوس و پینا باوش موسیقی ساخته است.